# Aeroportul Kyauktu
Aeroportul Kyauktu (IATA: KYT, ICAO: VYKU) este un aeroport din Magway Region⁠(d), Myanmar.
Situat la o altitudine de 381 m, aeroportul dispune de o singură pistă.